# Die Kiesgrube

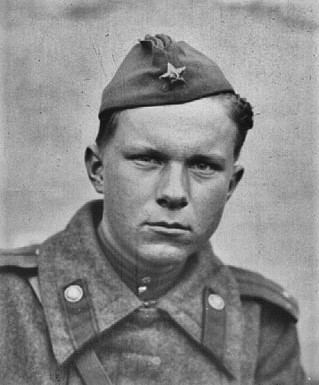
Wassil Bykau im Jahr 1944

Die Kiesgrube (belarussisch Кар’ер Karjer, russisch Карьер Karjer) ist ein Roman des belarussischen Schriftstellers Wassil Bykau, der 1985 entstand und zwei Jahre darauf vom Autor ins Russische übertragen wurde. Der Text wurde 1987 im Heft 19 der zweimal im Monat in Moskau erscheinenden Roman-Zeitung abgedruckt.

## Inhalt
Ahejeu
Pawel Petrowitsch Ahejeu, Sohn eines Kolchosbauern, wurde von einem Onkel an das Waffenhandwerk herangeführt. Nach dem Besuch der Militärschule war der 22-Jährige in die Armee eingetreten und hatte sich in vier Jahren bis zum Oberleutnant hochgedient. Bei Ausbruch des Krieges war der 26-jährige Kandidat der Partei Chef der Munitionierung eines Schützenregiments, kommandiert von dem strengen Major Papou. Aus der Einkesselung ausgebrochen, arbeitete Ahejeu im Widerstand und ging zu den Partisanen.
Nach dem Kriege studierte Ahejeu, arbeitete in der Wirtschaft und lehrte schließlich in Minsk an einer Hochschule. Im Frühsommer 1980 geht der Witwer Ahejeu in den Ruhestand. Seine verstorbene Ehefrau stammte aus dem Gebiet um die Wolga. Der gemeinsame 28-jährige Sohn Arkads arbeitet als Projektant.
Handlung
Die Handlung alterniert zwischen dem Sommer 1980 und dem Frühherbst 1941. Ort der Handlung ist eine nicht benannte Kleinstadt im Nordwesten von Belarus. Diese 1941 von der Wehrmacht besetzte Stadt ist keine Kreisstadt. Zwölf Werst von Dünaburg entfernt, ist die Kleinstadt von Waukawysk aus zu Fuß erreichbar.
Sommer 1980
Ahejeu zeltet am Rande jener Kleinstadt zwischen Friedhof und einer alten Kiesgrube, in der er 1941 seine Exekution überlebte. Die privaten Grabungen des Seniors in dieser Grube werden von den zuständigen Beamten der städtischen Verwaltung nicht verstanden.  Ahejeu sucht nach sterblichen Überresten von ihr. Wer ist sie? Der Oberleutnant begegnete 1941 in der Kleinstadt zwei Frauen. Die eine war die Popenfrau und ehemalige Volksschullehrerin Warwara Mikalajeuna Baranouskaja, die ihn ein knappes Vierteljahr beherbergt hatte und die von den Deutschen am Bahnhof erschossen worden war. Die andere war seine Geliebte Maria. Wurde Maria in ein KZ verschleppt? Niemand weiß es. Maria ist verschollen. Ahejeu sucht Maria.
Spätsommer 1941
Ganz Belarus ist von der Wehrmacht besetzt. Mit 56 Mann bricht Ahejeu nahe bei Lida aus dem Kessel aus. Zwei kommen durch – er und Leutnant Malakowitsch. Letzterer hatte drei Tage vor Kriegsbeginn als Absolvent einer Militärschule in Ahejeus Regiment einen Nachrichtenzug übernommen. Malakowitsch nimmt den während des Ausbruchs oberhalb des Knies verwundeten Ahejeu in seinen Heimatort – die oben genannte Kleinstadt – mit, verkleidet sich als Zivilist und bringt Ahejeu bei Frau Baranouskaja unter. Weiter als die zurückgelegten 120 Kilometer kann der Verwundete beim besten Willen nicht laufen. Der Oberleutnant kann nicht einmal mehr eine Waffe führen. Die Popenfrau holt eine Hebamme, die Jüdin Jausejeuna. Diese operiert Ahejeu einen länglichen Splitter aus der eiternden Wunde.
Der „Zivilist“ Leutnant Malakowitsch sucht den Oberleutnant bei Frau Baranouskaja auf und stellt ihm seinen Klassenkameraden, den Studenten Kisljakou, als Verbindungsmann vor. Malakowitsch und Kisljakou sind vor dem örtlichen Polizeichef Drasdsenka, einem ehemaligen Bataillonsstabschef bei der Panzertruppe, auf der Hut.
Die Polizei und Deutsche transportieren die jüdischen Bewohner der Kleinstadt ab. Alle werden im alten Torfbruch erschossen. Unter den Todesopfern befindet sich die Hebamme Jausejeuna.
Leutnant Malakowitsch kommt mit einem neuen Besucher zu dem gehbehinderten Ahejeu – einem gewissen Anton Szjapanawitsch Woukau. Das ist der Parteisekretär des Landkreises. Woukau, der ebenfalls von Frau Baranouskaja versteckt worden war, muss Ahejeu nicht zum Widerstandskampf anwerben. Da Letzterer sich wegen seiner Beinwunde nicht zu Fuß zur weit entfernten Front durchschlagen kann, will er vor Ort mitwirken. Ahejeu hat die Identität des gefallenen Sohnes seiner Wirtin angenommen und heißt nun Alej Kirylawitsch Baranouski. Das war ein parteiloser, 1915 geborener Eisenbahningenieur. Laut Woukau genieße Frau Baranouskaja als Popenfrau das Vertrauen der Polizei. Woukau teilt Ahejeu mit, er habe Malakowitsch am Bahnhof eingesetzt. Woukau werde Ahejeu Leute schicken, die an der Parole „Woukau Ihnazii“ erkannt werden können.
Für Frau Baranouskajas verschollenen Ehemann hatte es als Popen nach der Revolution kein Pardon gegeben. Eine gewisse Zeit hatte der Geistliche sich und seine kleine Familie als Flickschuster über Wasser gehalten. Ahejeu alias Alej Baranouski übernimmt die Schusterkiste des Popen. Einer seiner ersten Kunden ist ein deutscher Oberst. Der Deutsche erkennt den verwundeten „Schuster“ – sozusagen instinktiv – als feindlichen Offizier und will ihn ins Kriegsgefangenenlager stecken. Drasdsenka – im Gefolge des Obersts – verhindert das; bürgt für Alej Baranouski. Im Gegenzug wird Ahejeu von Drasdsenka  erpresst; verpflichtet sich schriftlich zur Kollaboration mit der Polizei und dem SD.
Als Kundin lernt der „Schuster“ die 21-jährige in Minsk geborene Pädagogikstudentin Maria kennen. Das junge Mädchen hatte ihre Cousine besucht und sitzt nun – bedingt durch die Kriegsläufte – in der Kleinstadt fest.
Ein Fremder bringt im Auftrage Woukaus einen Sack voll von Armeeschuhen zur Reparatur. Ahejeus Wirtin, die drei Tage wegbleiben wollte, kommt nicht wieder. Ein gewisser Kaweschka besucht Ahejeu und fordert, der „Schuster“ solle einen Bauern aus Berasjanka, sobald dieser erscheine und nach der Popenfrau frage, der Polizei melden.
Maria bittet Ahejeu verzweifelt um Beistand. Drasdsenka stellt ihr nach. Ahejeu versteckt und versorgt das Mädchen im Wohnbereich seiner verschwundenen Wirtin. Maria und Ahejeu finden einander. Maria fühlt sich schwanger und nimmt die „Schuld“ auf sich. Wassil Bykau schreibt, „daß er [Ahejeu] sie liebte gegen alle Absicht und Vernunft und Gebote des Krieges. Sicher hätte er ihr das sagen sollen, doch war ihnen beiden das auch ohne alle Worte klar.“
Ahejeu hat den Kontakt zu Kisljakou verloren und geht – entgegen festgelegtem Reglement – zu Malakowitsch. Der Leutnant horcht auf, als Ahajeu ihm seine Unterschrift in Drasdsenkas Notizbuch – die Bereitschaft zu Spitzeldiensten betreffend – beichtet und obendrein von dem undurchsichtigen Kaweschka erzählt. Ahejeu will zu den Partisanen und möchte mit Woukau sprechen.
Drasdsenka sucht Ahejeu in dessen Unterkunft auf. Der Oberleutnant soll dem Polizeichef bei der Festnahme von Frau Baranouskaja behilflich sein.
Ein Fremder bringt Ahejeu einen ziemlich schweren Beutel voll Sprengstoff. Maria bietet sich an; will den Packen auf den Bahnhof zu Malakowitsch bringen. Die junge Frau wird am Bahnhof von der Polizei gefasst. 
Wieder taucht Drasdsenka auf und nimmt Ahejeu fest. Der Gefangene will von Sprengstoff nichts wissen. Bei der Gegenüberstellung will Ahejeu die übel zugerichtete Maria nicht kennen, hingegen Maria entsinnt sich des Schusters, den sie einmal bei Frau Baranouskaja aufgesucht hatte. Eines steht für Ahejeu fest – Maria hat ihn nicht verraten. Drasdsenka schlägt Maria im Beisein Ahejeus ins Gesicht. Dann wird die Geliebte abgeführt. Wassil Bykau schreibt dazu: „Nach zwei Schritten war sie … verschwunden aus seinem Leben …“. Ahejeu wird gefoltert.
Im Polizeigefängnis rechnet Malakowitsch mit den Widerstandskämpfern ab. Kisljakou hat ihn unter der Folter verraten. Ahejeu hat Maria unvorbereitet losgeschickt.
Nach der Exekution in der Kiesgrube überlebt Ahejeu einen Brustdurchschuss. Ein vorbeifahrenden Kutscher bringt den beinahe Verbluteten in Sicherheit. Ahejeu liegt den Winter auf das Jahr 1942 krank darnieder.

## Verfilmung
- 1990, Sowjetunion, Mosfilm: Die Kiesgrube von Nikolai Wladimirowitsch Skuibin[11][12]

## Deutschsprachige Ausgaben
- Wassil Bykau: Die Kiesgrube. Roman. Aus dem Russischen von Harry Burck. Verlag Volk und Welt. Berlin 1988 (1. Aufl., verwendete Ausgabe), ISBN 3-353-00300-2